# Juan Manuel Santos
Juan Manuel Santos Calderón GColIH • GColL (Bogotá, 10 de agosto de 1951) é um ex-político,  advogado e economista  colombiano. Foi presidente do seu país de 2010 a 2018. É membro do Partido Social de Unidade Nacional. Antes de ser eleito, também foi ministro da Defesa no governo de Álvaro Uribe. Foi distinguido em 2016 com o Nobel da Paz pelos seus esforços empenhados para pôr fim à guerra civil que durou mais de 50 anos.
Economista de carreira e jornalista por investimento, é membro de uma influente e poderosa família colombiana que, de 1913 a 2007, comandou a maior parte do jornal El Tiempo antes de sua aquisição pelo Planeta DeAgostini. Santos foi cadete da Academia Naval de Cartagena. Pouco após graduar-se na Universidade do Kansas, ingressou na Federação Nacional de Cafeteiros da Colômbia como conselheiro de finanças e delegado da Organização Internacional do Café em Londres, onde também frequentou a London School of Economics. Em 1981, assumiu a vice-diretoria do jornal El Tiempo, tornando-se seu diretor dois anos mais tarde. Graduou-se em Administração Pública pela Universidade Harvard, em 1981.
Em 1991, foi nomeado Ministro de Comércio Exterior da Colômbia pelo Presidente César Gaviria, tendo trabalhado na expansão do mercado financeiro do país. Em 2000, assumiu o Ministério de Finanças e Crédito Público durante o governo de Andrés Pastrana. No entanto, recebeu maior proeminência durante o governo de Álvaro Uribe. Em 2005, fundou e passou a liderar o Partido Social de Unidade Nacional, uma coligação liberal-conservadora que apoiava a política de Uribe, levando-o a um segundo mandato presidencial. Em 2006, após a reeleição de Uribe, quando o partido também obteve a maioria no Congresso, assumiu o Ministério de Defesa Nacional e intensificou a política de segurança do governo anterior, especialmente no combate às ações das FARC e outros grupos de guerrilhas.

## Biografia
Passou a maior parte de sua infância em Bogotá e frequentou a escola média e uma parte de seus anos no Colégio São Carlos. Seus últimos anos do ensino médio foram gastos como cadete na Escola Naval de Cartagena, onde se formou. Ele continuou seus estudos na Universidade do Kansas onde obteve graduação em Economia e Administração de empresas. Enquanto frequentava a Universidade do Kansas juntou-se à Delta Upsilon Fraternidade. Mais tarde, realizou cursos de pós-graduação na Escola de Economia de Londres (London School of Economics), na Universidade Harvard e na Escola Fletcher de Direito e Diplomacia. Em 1994, fundou a Fundação Bom Governo com o objetivo principal de ajudar e melhorar a governabilidade e a eficiência do governo colombiano.
Foi um dos fundadores do Partido Social de Unidade Nacional, em 2005.
Vencedor do Prémio Nobel da Paz, em 2016, distinção atribuída pelos seus esforços para pôr fim à guerra civil na Colômbia, que durou mais de 50 anos e matou pelo menos 220 000 colombianos.

### Ministro da Defesa
Enquanto o ministro da Defesa exerceu como "falsos positivos escândalos" eclodiu no final de 2008, envolvendo membros do Exército da Colômbia com o assassinato de civis para passá-las como guerrilheiros mortos em combate no contexto do conflito armado no país. Esses assassinatos foram destinados para apresentar resultados por brigadas de combate. Pelo menos 4 000 civis foram executados e a taxa de impunidade seria de 98,5% para os criminosos de guerra, segundo a ONU.

### Eleições presidenciais
No dia 30 de maio de 2010, liderou o primeiro turno das eleições presidenciais com 46,57% dos votos. No dia 20 de junho, ele disputou o segundo turno das eleições contra Antanas Mockus, que havia recebido 21,5% dos votos. Acabou sendo então eleito com 68,9% dos votos (pouco mais de 9 milhões de votos), tornando-se o novo Presidente da Colômbia.
Em 14 de novembro de 2012, foi agraciado com o Grande-Colar da Ordem do Infante D. Henrique de Portugal. Na mesma data, sua esposa, María Clemencia Rodríguez, foi agraciada com a Grã-Cruz da Ordem do Mérito de Portugal.
Em 15 de junho de 2014, foi eleito para um segundo mandato pela Coalizão Unidade Nacional (dos partidos De la U, parte dos conservadores, Colômbia Democrática e Movimento Colômbia Viva). Venceu o candidato Óscar Iván Zuluaga ao conquistar 7,8 milhões (50,94%) de votos.
Foi ainda durante o seu segundo mandato em 2015 que foi encerrada a possibilidade de reeleição consecutiva presidencial (criada em 2005 para reeleger Álvaro Uribe no pleito do ano seguinte) pelo parlamento,sendo o segundo e o último presidente colombiano a ser reeleito.
Em 13 de novembro de 2017, foi agraciado com o Grande-Colar da Ordem da Liberdade, também de Portugal, tendo sua esposa sido agraciada com a Grã-Cruz da Ordem do Infante D. Henrique.

### Familiares
Faz parte de uma das famílias mais tradicionais da Colômbia. O irmão de seu avô, Eduardo Santos, foi Presidente da Colômbia entre 1938-1942 e proprietário do jornal El Tiempo. Seu pai, Enrique Santos Castillo, foi editor deste jornal por, pelo menos, 50 anos. Seu irmão, Enrique Santos Calderón, foi diretor do mesmo jornal durante 10 anos até que ele foi vendido ao Grupo Planeta, da Espanha. Seu primo, Francisco Santos foi vice-presidente de Álvaro Uribe.

## Distinções
- Doutoramento Honoris Causa pela Universidade Nova de Lisboa (Junho de 2017)